# Masters Doubles WCT 1974 - Doppio
Il doppio del torneo di tennis Masters Doubles WCT 1974, facente parte della categoria World Championship Tennis, ha avuto come vincitori Bob Hewitt e Frew McMillan che hanno battuto in finale Owen Davidson e John Newcombe con il punteggio di 6–2, 6(6)–7, 6–1, 6–2.

## Teste di serie
1. Owen Davidson /  John Newcombe (finale)

1. Bob Hewitt /  Frew McMillan (Campioni)

## Tabellone

### Legenda
| - Q = Qualificato - WC = Wild card - LL = Lucky loser | - ALT = Alternate - SE = Special Exempt - PR = Protected Ranking | - w/o = Walkover - r = Ritirato - d = Squalificato |

|  | Quarti di finale | Quarti di finale                | Quarti di finale                | Quarti di finale                | Quarti di finale | Quarti di finale | Quarti di finale |  |  | Semifinali                  | Semifinali                  | Semifinali                  | Semifinali                | Semifinali               | Semifinali | Semifinali |   |   | Finale                      | Finale                      | Finale                      | Finale | Finale | Finale | Finale |  |
|  |                  |                                 |                                 |                                 |                  |                  |                  |  |  |                             |                             |                             |                           |                          |            |            |   |   |                             |                             |                             |        |        |        |        |  |
|  | 1                | Owen Davidson John Newcombe     | Owen Davidson John Newcombe     | Owen Davidson John Newcombe     | 7                | 7                | 6                |  |  |                             |                             |                             |                           |                          |            |            |   |   |                             |                             |                             |        |        |        |        |  |
|  | 8                | Clark Graebner Charlie Pasarell | Clark Graebner Charlie Pasarell | Clark Graebner Charlie Pasarell | 5                | 6                | 2                |  |  | Owen Davidson John Newcombe | Owen Davidson John Newcombe | Owen Davidson John Newcombe | 6                         | 6                        | 6          | 7          |   |   |                             |                             |                             |        |        |        |        |  |
|  | 5                | Bob Lutz Stan Smith             | Bob Lutz Stan Smith             | Bob Lutz Stan Smith             | 7                | 6                | 6                |  |  | Bob Lutz Stan Smith         | Bob Lutz Stan Smith         | Bob Lutz Stan Smith         | 4                         | 4                        | 7          | 6          |   |   |                             |                             |                             |        |        |        |        |  |
|  | 4                | John Alexander Phil Dent        | John Alexander Phil Dent        | John Alexander Phil Dent        | 6                | 3                | 3                |  |  |                             |                             |                             |                           |                          |            |            |   |   | Owen Davidson John Newcombe | Owen Davidson John Newcombe | Owen Davidson John Newcombe | 2      | 7      | 1      | 2      |  |
|  | 3                | Arthur Ashe Roscoe Tanner       | Arthur Ashe Roscoe Tanner       | 7                               | 3                | 7                | 7                |  |  |                             |                             | Bob Hewitt Frew McMillan    | Bob Hewitt Frew McMillan  | Bob Hewitt Frew McMillan | 6          | 6          | 6 | 6 |                             |                             |                             |        |        |        |        |  |
|  | 6                | Ross Case Geoff Masters         | Ross Case Geoff Masters         | 6                               | 6                | 6                | 5                |  |  | Arthur Ashe Roscoe Tanner   | Arthur Ashe Roscoe Tanner   | Arthur Ashe Roscoe Tanner   | Arthur Ashe Roscoe Tanner | 5                        | 4          | 4          |   |   |                             |                             |                             |        |        |        |        |  |
|  | 2                | Bob Hewitt Frew McMillan        | Bob Hewitt Frew McMillan        | 6                               | 7                | 3                | 6                |  |  | Bob Hewitt Frew McMillan    | Bob Hewitt Frew McMillan    | Bob Hewitt Frew McMillan    | Bob Hewitt Frew McMillan  | 7                        | 6          | 6          |   |   |                             |                             |                             |        |        |        |        |  |
|  | 7                | Ove Bengtson Björn Borg         | Ove Bengtson Björn Borg         | 4                               | 6                | 6                | 3                |  |  |                             |                             |                             |                           |                          |            |            |   |   |                             |                             |                             |        |        |        |        |  |